# Matthijsz Nicolaas Aartman
Matthijsz Nicolaas Aartman (Amsterdam, 5 dicembre 1713 – Amsterdam, 5 marzo 1793) è stato un illustratore e pittore olandese.

## Biografia
Fu attivo come pittore di paesaggi e di interni, come acquarellista e soprattutto come illustratore di libri, attività per la quale è maggiormente ricordato. Dai suoi disegni trassero incisioni Johannes Körnlein e Jan Schoute. Una stampa di quest'ultimo, tratta da un'opera di Aartman, è stata acquistata dal British Museum di Londra nel 1868.